# Elliot Scott
Elliot Scott (Londra, 19 luglio 1915 – Hillingdon, 29 ottobre 1993) è stato uno scenografo britannico.
Nel corso della sua carriera ha ricevuto tre volte la candidatura al Premio Oscar nella categoria migliore scenografia (nel 1965, nel 1977 e nel 1989), senza vincere.

## Filmografia
- Le meravigliose avventure di Pollicino (Tom Thumb), regia di George Pal (1958)
- La stirpe dei dannati (Children of the Damned), regia di Anton Leader (1963)
- Gli invasati (The Haunting), regia di Robert Wise (1963)
- Tempo di guerra, tempo d'amore (The Americanization of Emily), regia di Robert Wise (1964)
- Tre morsi nella mela (Three Bites of the Apple), regia di Alvin Ganzer (1967)
- La papessa Giovanna (Pope Joan), regia di Michael Anderson (1972)
- Sarah Bernhardt - La più grande attrice di tutti i tempi (The Incredible Sarah), regia di Richard Fleischer (1976)
- The Fifth Musketeer, regia di Ken Annakin (1979)
- Gli occhi del parco (The Watcher in the Woods), regia di John Hough e Vincent McEveety (1980)
- Indiana Jones e il tempio maledetto (Indiana Jones and the Temple of Doom), regia di Steven Spielberg (1984)
- Labyrinth - Dove tutto è possibile (Labyrinth), regia di Jim Henson (1986)
- Chi ha incastrato Roger Rabbit (Who Framed Roger Rabbit), regia di Robert Zemeckis (1988)
- Indiana Jones e l'ultima crociata (Indiana Jones and the Last Crusade), regia di Steven Spielberg (1989)